# اتیل‌فروسن
اتیل‌فروسن (به انگلیسی: Ethylferrocene) یک ترکیب شیمیایی است. شکل ظاهری این ترکیب، مایع روغنی قهوه‌ای تیره است.